# Yi Yin
Yī Yǐn (chinesisch 伊尹) (* 1648 v. Chr.; † 1549 v. Chr.) war ein berühmter Politiker und Minister in der früheren Shang-Dynastie von China. Yǐn (chinesisch 尹) bedeutet Minister zur Rechten. Er war als Sklave und Teil der Mitgift aus Youxin Shi zu Cheng Tang gekommen. Er soll als Koch für Cheng Tang eingesetzt worden sein.

## Herkunft
Der Legende nach war Yi ein Sklave eines Mannes namens Youshen (有莘). Als Youshens Tochter Tang von Shang heiratete, wurde er Tangs Sklave. Er war ein begnadeter Koch, so dass Tang ihn zu seinem Koch machte. Während er Tang seine Mahlzeiten servierte, nutzte er die Gelegenheit, um die aktuellen Themen der Zeit zu analysieren, wie zum Beispiel die schlechten Seiten von Jie von Xia. Er schlug auch seinen Plan vor, Jie von Xia zu stürzen. Er erwarb Tangs Vertrauen, wurde Tangs rechte Hand und wurde zum 'Yin' ernannt.
Es existieren jedoch auch andere Versionen seines Lebens. In einer anderen Geschichte war Yi nie ein Sklave gewesen. Tang hatte von ihm gehört und versuchte fünfmal, ihn zu rekrutieren, bevor Yi seine Bitte um Hilfe akzeptierte.

## Die Tang von Shang
Tang zog an einen Ort, an dem die Hauptstadt von Xia leicht erreichbar war und hörte auf, König Jie Steuern zu zahlen. Dieser war wütend und rief die Armeen seiner neun Stämme zusammen, um Tang zu bekämpfen. Daraufhin versicherte Yi Tang, dass er abwarten solle, bis die Armeen von Jie von Xia an Stärke verlieren würden. Er erklärte Tang, dass die Adligen, die Jie dienten, immer noch starke Armeen hatten. Also warteten sie ein Jahr lang, bis sie einen Angriff auf die Staaten der Adligen starteten, und gewannen jede Schlacht.
Als sie jedoch nur noch fünf Li von der Hauptstadt entfernt waren, forderte Yi einen Halt. Er erklärte, dass die Armee eine Stärkung der Moral benötigte, und so hielt Tang eine Rede an die Soldaten, die als „Tangs Versprechen“ (湯誥, heute in Shangshu) bekannt wurde. Danach besiegten sie Jie von Xia in der entscheidenden Schlacht von Mingtiao.
Während der frühen Shang-Dynastie half Yi den Tang bei der Einrichtung verschiedener Institutionen, was sowohl zu politischer Stabilität als auch zu wirtschaftlichen Vorteilen führte. Er soll die Verwaltung der Beamten neu organisiert, dem Volk zugehört und eine nicht korrupte und gerechte Politik geführt haben.

## Nachfolgende Herrscher und Tod
Nachdem Tang gestorben war, folgten zwei seiner Söhne auf den Thron, aber sie starben beide früh. Daher regierte Yi Yin als Regent unter Tangs Enkel, Tai Jia von Shang. Was dann folgte, ist ungewiss. Nach einer populären Theorie schrieb Yi drei Aufsätze an Tai Jia bezüglich seiner Herrschaft (伊訓 Kapitel des Shangshu). Nachdem er die Aufsätze gelesen hatte, gelang es Tai Jia, sich in den ersten beiden Jahren daran zu halten, aber ab dem dritten Jahr ging er seinen eigenen Weg. Er begann zu regieren, wie es ihm gefiel, und befolgte keines der Gesetze mehr, die schon die Alten eingeführt und befolgt hatten. Er behandelte seine Untertanen grausam und hörte nicht auf den Rat von Yi. Als Yi sah, dass Tai Jia nicht nachgeben würde, verbannte er den König in das Grab von Tang und wurde zum vorübergehenden Herrscher Chinas. Abwechselnd (太甲 Kapitel im Shangshu) wandte sich Yi an Tai Jia mit einer Reihe von mündlichen Ermahnungen, die nicht beachtet wurden. Dies führte zu Tai Jias Verbannung. Die Maßnahme war erfolgreich, da sich der König änderte und seinen Regierungsstil überdacht hatte. Nach drei Jahren wurde Tai Jia freigelassen und Yi kehrte zusammen mit einigen Beamten in die Hauptstadt zurück und übergab Tai Jia wieder seine Macht. Der wiedereingesetzte Herrscher begann die unterdrückerischen Gesetze abzuschaffen und regierte das Königreich als guter Herrscher.
Nach Tai Jias Tod übernahm der nächste König, Wo Ding von Shang, die Macht. In Wo Dings achtem Regierungsjahr starb Yi, und einigen Legenden zufolge soll er hundert Jahre alt geworden sein. Wo Ding arrangierte ein Begräbnis für Yi Yin, welches einem König würdig war. Es wurden Rinder, Schafe und Schweine geopfert und man trauerte drei Jahre lang.
Die Bambus-Annalen sagen jedoch etwas anderes. Nach dieser Version kämpften Yi und Tai Jia in Wirklichkeit um die Macht. Yi hatte Tai Jia in die Gruft seines Großvaters verbannt und dann für sieben Jahre die absolute Macht an sich gerissen. Tai Jia entkam, ermordete Yi und gab den Thron zurück.

## Einfluss auf nachfolgende Generationen
Wenngleich Yī Yǐn viele Beiträge zur Shang-Dynastie geleistet haben soll, war doch auch seine Tat, den König Tai Jia zu exilieren, das Vorbild ähnlicher Taten anderer mächtiger Höflinge. Während der Westlichen Han-Dynastie nahm der mächtige Höfling Huo Guang Yī Yǐn als Vorbild. Er ernannte Kaiser und setzte sie wieder ab, ganz nach seinem Belieben.
Yi Yin wird von den nachfolgenden Generationen in China als der früheste Vorfahr der Köche und der erste Minister aus dem Volk und von nichtadliger Herkunft betrachtet.